# Bernal Díaz del Castillo

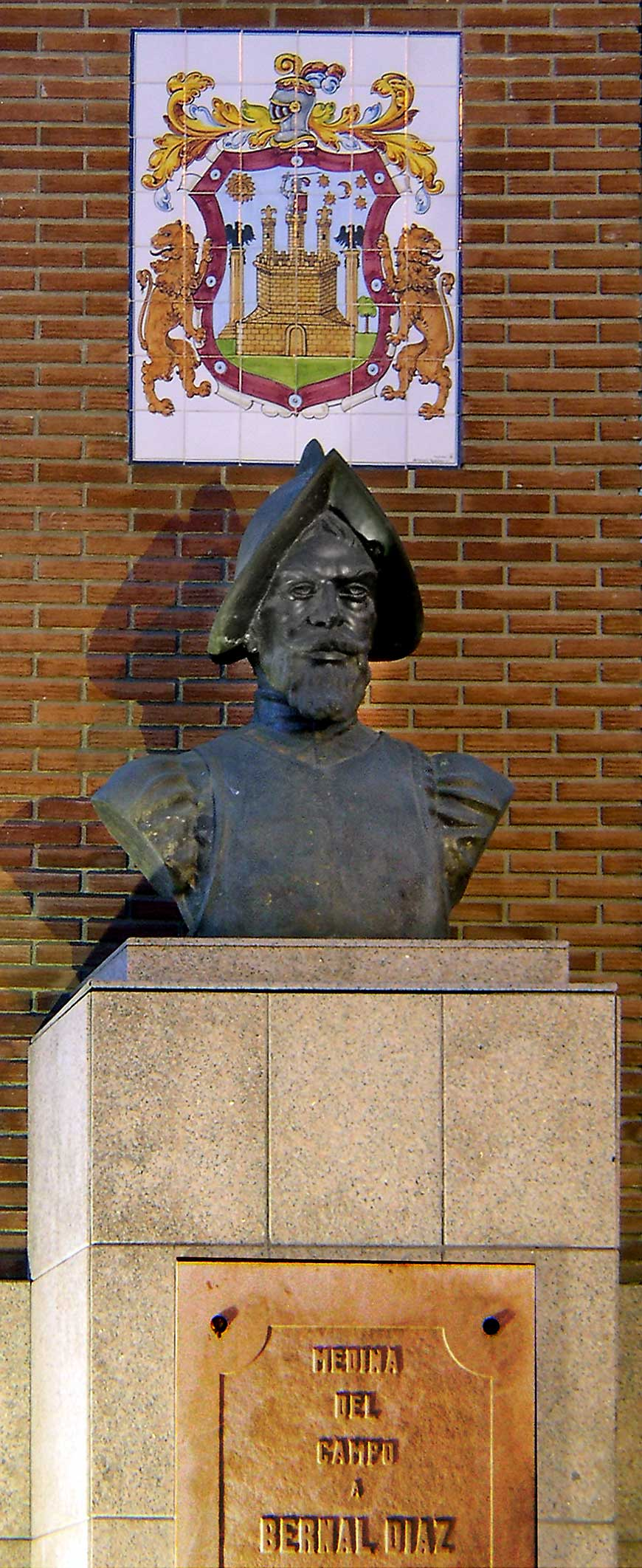
Bernal Díaz del Castillo

Bernal Díaz del Castillo (n. 1496 — d. 1584) a fost un soldat spaniol care a luat parte la expediția lui Francisco Hernández de Córdoba în Yucatán în 1517 când a fost descoperită peninsula, apoi cu Juan de Grijalva în 1518 când a început explorarea coastelor continentale ale Golfului Mexic și a participat la campania de cucerire a Mexicului (1519–1521) sub comanda lui Hernán Cortés. Ulterior a participat la expediția lui Cortés în Honduras și a devenit celebru prin editarea lucrării Historia verdadera de la conquista de la Nueva España, o adevărată poveste a cuceririi Noii Spanii (Mexicul de azi) în 1568, în care încearcă să combată lucrarea lui Francisco López de Gómara, care făcea apologia lui Cortés, punând în umbră pe ceilalți conchistadori ai campaniei.